# Léo Chauliac
Œuvres principales
- La Romance de Paris
- Que reste-t-il de nos amours ?
- Douce France

Léo Chauliac, de son vrai nom Léon Chauliac, est un pianiste, compositeur et chef d'orchestre français né le 6 février 1913 à Marseille (Bouches-du-Rhône) et mort le 27 octobre 1977 dans le 8e arrondissement de Paris.
Pianiste de jazz dans les années 1930, Léo Chauliac fut le pianiste accompagnateur de Charles Trenet de 1941 à 1943 pour lequel il composera de nombreuses chansons populaires. Il côtoie et joue avec les plus grands musiciens de l’époque : Hubert Rostaing, Aimé Barelli, Alix Combelle ou Henri Crolla. Un temps chef de l’orchestre du célèbre restaurant Le Maxim's, il sera le compagnon pour quelques disques d’André Claveau ou Jacqueline Danno. Mais c’est surtout avec Jean-Claude Pascal qu’il tissera un long parcours musical dans les années 1960, orchestrateur entre autres de Nous les amoureux, Prix de l’Eurovision en 1961. Il est aussi l’auteur de quelques disques instrumentaux dont l’un consacré à la musique des Beatles. Il a aussi enseigné le piano à Claude Bolling.

## Biographie
Né en 1913 à Marseille, Léo Chauliac commence ses études de piano au Conservatoire de Marseille où il obtient un premier Prix au bout de deux ans. Puis, il vient à Paris où il travaille avec José Iturbi et surtout sa sœur Amparito Iturbi et suit les cours du Conservatoire Supérieur de Musique. Il est admis le 15 novembre 1930 dans la classe de piano de Santiago Riera qu'il suivra jusqu'en 1935. Il a obtenu en 1931 la 2e Médaille de solfège, en 1932 le 2e accessit de piano et en 1933, le 1er accessit de piano. Durant ses études musicales au Conservatoire de Paris, il était dans la même classe que Pierre Spiers.
Il se met au jazz et joue alors dans un club parisien, Le Fétiche. En 1934-1935, il est pianiste dans l'orchestre Grégor et ses Grégoriens. Il fait ensuite des tournées avec des orchestres commerciaux comme celui d'Eddie Foy. Avec ce dernier, il se produit, fin 1936, au Bœuf sur le toit. Il joue en 1937 au Swing Time au sein de l'orchestre d'André Ekyan.
En 1938, il fait la connaissance de Charles Trenet et travaille avec lui jusqu'en 1943 comme pianiste accompagnateur et il compose des chansons. En 1939, il participe à l'élaboration de la mélodie de La Mer, mais, absent le jour de la présentation aux éditions Raoul Breton, c'est Albert Lasry, le pianiste de la maison d'édition, qui cosignera avec Charles Trenet la musique de ce futur succès international. Parmi les chansons écrites par Léo Chauliac, notamment pour Charles Trenet : Marie Marie, La Romance de Paris, Douce France et Que reste-t-il de nos amours ?. En février 1941, il fait partie du Quintette du Hot Club de France qui accompagne Charles Trenet lors d'un enregistrement.
En novembre 1944 il enregistre Django's Music au sein de la grande formation de Django Reinhardt et de celle de Noël Chiboust.
A la Libération, Léo Chauliac fait partie de l'orchestre du Schubert avec André Ekyan, Emmanuel Soudieux, Pierre Fouad et Henri Crolla. Il figure également dans la formation d'Alix Combelle. Il sera aussi, en 1945, le professeur de Claude Bolling. Dans les années 1940, il donne des concerts de jazz à Gaveau et à l'École normale de musique de Paris-Alfred Cortot, notamment avec Emmanuel Soudieux et Pierre Fouad. Il se produit en trio en 1946 Chez Carrère et au Palm Beach à Cannes.
En 1949, il dirige un orchestre d'une dizaine de musiciens se produisant sur la Côte d'Azur. À l'époque, Boris Vian le situait au même niveau que Bernard Peiffer et Jack Diéval et au-dessus d'André Persiani et Claude Bolling.
En 1953, il participe au court-métrage Trois Hommes et un piano d'André Berthomieu où il joue au piano des airs de jazz ainsi que C'est si bon avec Henri Betti et Raymond Trouard.
Il joue en 1954 avec son grand orchestre au Maxim's. Au cours du 3e Salon International du Jazz qui a lieu du 1er au 7 juin 1954 à la Salle Pleyel, il interprète aux grandes orgues en première audition, La messe gitane de Django Reinhardt.
Il meurt le 27 octobre 1977 à son domicile de la rue de Constantinople et repose dans la 17e division du cimetière des Batignolles.